# バークレー原子力発電所
バークレー原子力発電所（バークレーげんしりょくはつでんしょ、Berkeley nuclear power station）はマグノックス炉の原子力発電所。イングランド・グロスタシャーのセヴァーン川河畔にある。1989年に運転停止され、廃止措置中である。

## 歴史
発電所の建設は、AEIとジョン・トムソン社の企業連合の請負により、1956年に開始された。発電所には2基のマグノックス炉があり、ブリストル程度の規模の都市域の典型的な昼間需要をまかなうに足る276MWの電力を発生した。原子炉は原子力グループ（Nuclear Power Group）から、タービンはAEIから供給された。発電は1962年から開始され、1989年までの27年間運転された。
バークレー2号炉は1988年10月に停止し、続いて1号炉は1989年3月に停止した。1989年の閉鎖により、バークレーはイギリスにおいて廃止措置がとられた最初の商用原子炉となった。いままでのところ、廃止措置として、サイトからの核燃料の撤去（1992年）、タービン建屋のような構造物の解体（1995年）や冷却池の解体（2001年）などが行われた。廃止措置の次のステップは原子炉構造物の修繕とメンテナンス段階で、2026年から開始される予定であり、放射線が減衰して原子炉構造物を解体し、2070年から2080年までの間にサイトを完全に更地に戻すまで継続される。2012年3月、310トンのボイラーが除染とリサイクルのためにスウェーデンに搬出された。
2013年12月、原子力廃止措置機関は、廃止措置中のオールドベリー原子力発電所からの中間レベル放射性廃棄物の優先暫定貯蔵地にバークレーを選定した。これは2014年から開始される。
バークレーは、セヴァーン川河口およびブリストル海峡に近接した4つの原子力発電所のひとつで、他はオールドベリー、ヒンクリー・ポイントAおよびヒンクリー・ポイントBである。

## 脚注

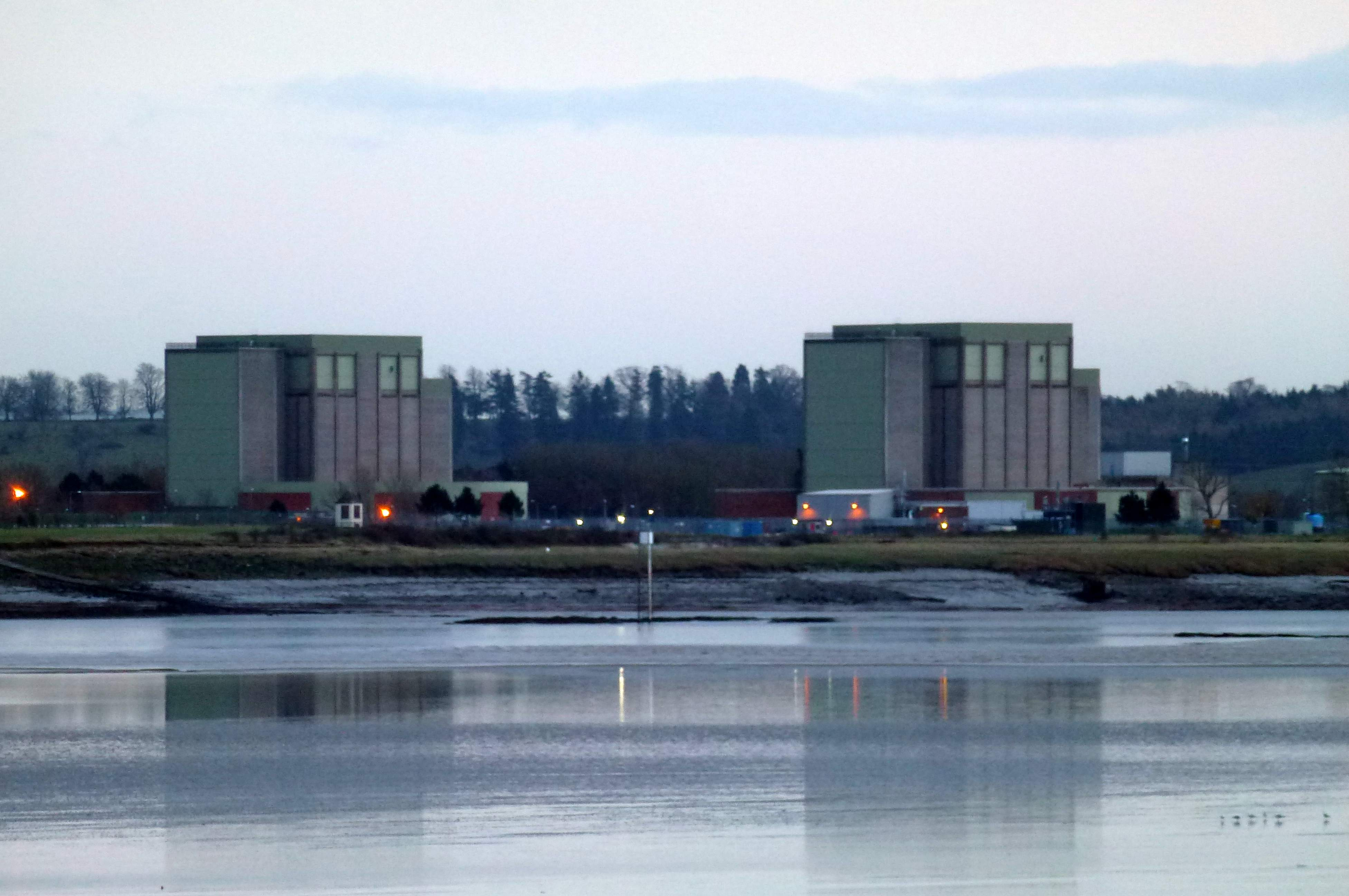
バークレー原子力発電所（2014年）